# Ti lascio una canzone (seconda edizione)
La seconda edizione del talent show musicale Ti lascio una canzone, l'ultima curata dal regista Roberto Cenci, è andata in onda dal 4 aprile al 30 maggio 2009 con la conduzione di Antonella Clerici, affiancata dai giurati Claudio Cecchetto e Barbara De Rossi. 

## Cast di giovani interpreti
- Angelica Brattoli (8 anni, Molfetta, (BA))
- Sofia Buresta (8 anni, Rimini)
- Giuliana Cascone (8 anni, Chiaramonte Gulfi, (RG)) *
- Viola Cristina (9 anni, Caltagirone, (CT)) *
- Davide Angelelli (10 anni, Castelletto sopra Ticino, (NO)) *
- Simona Murro (10 anni, Conversano, (BA))
- Lorenzo Nonnis (10 anni, Uta, (CA)) *
- Alessandro Russo (10 anni, Benevento)
- Ilenia Amitrano (11 anni, Capri (NA),
- Arianna Di Francesco (11 anni, Francavilla al Mare, (CH))
- Paola Ferrulli (11 anni, Altamura, (BA))
- Alice Risolino (11 anni, San Donà di Piave, (VE)) *
- Virginia Ruspini (11 anni, Genova) *
- Federico Sanfilippo (11 anni, Porto Empedocle, (AG))
- Alice Trombacco (11 anni, Canino, (VT))
- Alessia Vella (11 anni, Favara, (AG))
- Sara Aluthdurage (12 anni, Napoli)
- Federico Berto (12 anni, Brescia) *
- Gianvito Cerrone (12 anni, Campagna, (SA))
- Luigi Fronte (12 anni, Ragusa)
- Mario Scucces (12 anni, Vittoria, (RG)) *
- Matteo Bellu (13 anni, Quartucciu, (CA)) *
- Sara Mazzantini (13 anni, Marina di Pisa, (PI))
- Ignazio Boschetto (14 anni, Marsala, (TP))***
- Clarissa Ferrigno (14 anni, Anacapri (NA),
- Gianluca Ginoble (14 anni, Montepagano, (TE))***
- Angela Mancone (14 anni, Lavello, (PZ))
- Sara Pischedda (14 anni, Pirri, (CA))
- Alessio Puliani (14 anni, Roma)
- Roberto Tomassoli (14 anni, Gubbio, (PG))
- Alessandro Vastarella (14 anni, Sant'Angelo in Lizzola, (PU))
- Piero Barone (15 anni, Agrigento)***
- Irina Clementi (15 anni, Caorle, (VE))
- Micaela Foti (15 anni, Reggio Calabria) **
- Veronica Liberati (15 anni, Roma)
- Patricia Marchesan (15 anni, Caorle, (VE))
- Alessio Pizzoni (15 anni, Elmas, (CA))
- Maria Grazia La Tona (16 anni, Favara, (AG))
- Sonia Mosca (16 anni, Castellammare di Stabia (NA))

*partecipanti allo Zecchino d'Oro.
**ha partecipato nel 2011 al Festival di Sanremo classificandosi seconda col brano Fuoco e cenere.
***nel 2010 formano il gruppo Il Volo. Sono artisti di fama mondiale e vincitori del Festival di Sanremo 2015 con il brano "Grande Amore"

### Confermati
- Vincenzo Civita (11 anni, Andria, (BT)) *
- Simona Collura (12 anni, Favara, (AG))
- Pasquale Greco (12 anni, Locorotondo, (BA))
- Ernesto Schinella (12 anni, Chiaravalle Centrale, (CZ)) *
- Giuliana Danzè (14 anni, Benevento)
- Andrea Faustini (14 anni, Roma) **
- Caterina Frola (14 anni, Rocchetta Tanaro, (AT)) *
- Milena Scano (15 anni, Decimomannu, (CA))
- Gabriele Tufi (15 anni, Roma)
- Luigi Dragone (16 anni, Monopoli, (BA))
- Manuela Rinaldi (16 anni, Magliano di Tenna, (FM))
- Serena Rizzetto (16 anni, Sacile, (PN))

*partecipanti allo Zecchino d'Oro.
**nel 2014 si presenta alle audizioni di The X Factor nel Regno Unito, entra a far parte della squadra dei partecipanti e si classifica terzo nella serata finale.

### Curiosità
- Giuliana Cascone, Davide Angelelli, Lorenzo Nonnis, Alice Rosolino, Virginia Ruspini, Federico Berto, Mario Succes e Matteo Bellu hanno partecipato come concorrenti allo Zecchino d'Oro
- Viola Cristina ha partecipato come concorrente allo Zecchino d'Oro e a Ballando con le stelle nella sezione "Ballando con le stelline".
- Ignazio Boschetto, Piero Barone e Gianluca Ginoble fondano il gruppo di successo "Il Volo" divenendo famosi e vincendo il Festival di Sanremo nella sezione Big.
- Micaela Foti in seguito ha partecipato al Festival di Sanremo nella sezione nuove proposte come concorrente e a The Voice of Italy.

## Ospiti
- Prima puntata: Flavio Insinna (ospite in giuria), Virna Lisi (ospite in giuria), Marco Carta, Sal da Vinci, Charice Pempengco, Randy Crawford,
- Seconda puntata: Al Bano (ospite in giuria), Bud Spencer (ospite in giuria), Africa Africa, Arisa
- Terza puntata: Billy Costacurta (ospite in giuria), Anna Falchi (ospite in giuria), Bianca Ryan, Fausto Leali, Karima
- Quarta puntata: Amadeus (ospite in giuria), Simona Izzo (ospite in giuria), Alessandra Amoroso, Enrico Ruggeri, The Priests
- Quinta puntata: Loretta Goggi (ospite in giuria), Riccardo Cocciante (ospite in giuria), Adamo, Gianluca Terranova
- Sesta puntata: Eleonora Giorgi (ospite in giuria), Max Giusti (ospite in giuria), Marco Masini, Chuck Norris, Mario Biondi
- Settima puntata: Veronica Maya (ospite in giuria), Giovanna Ralli (ospite in giuria), Don Backy, Amedeo Minghi, Miguel Guerreiro, Renee Olstead
- Ottava puntata: Katia Ricciarelli (ospite in giuria), Simona Ventura (ospite in giuria), Renato Zero, Matteo Becucci, Charice Pempengco, Alesha Dixon
- Nona puntata: Matilde Brandi (ospite in giuria), Lorella Cuccarini (ospite in giuria), Massimiliano Ossini (ospite in giuria), Massimo Ranieri, Chiara Iezzi, Zero Assoluto, Charice Pempengco, Piero Mazzocchetti, Franco Fasano, Malika Ayane, Caterina Caselli, Chiara Canzian, Nicky Nicolai e Stefano Di Battista, Alessandro Mancuso, Fabrizio Berlincioni

## Canzoni finaliste
- Prima puntata: Il mare calmo della sera - Gianluca Ginoble
- Seconda puntata: Quando l'amore diventa poesia - Ignazio Boschetto
- Terza puntata: La luna che non c'è - Gianluca Ginoble
- Quarta puntata: Un amore così grande - Piero Barone
- Quinta puntata: I migliori anni della nostra vita - L'intero cast dei ragazzi
- Sesta puntata: Perdere l'amore - Gabriele Tufi e Ignazio Boschetto (1ª finalista dell'8ª puntata), Mi sono innamorato di te - Manuela Rinaldi e Gianluca Ginoble (2ª finalista dell'8ª puntata)
- Settima puntata: Vivo per lei - Sara Pischedda e Gianluca Ginoble (5ª finalista dell'8ª puntata), I migliori anni della nostra vita - L'intero cast dei ragazzi (6ª finalista dell'8ª puntata)
- Ottava puntata: Perdere l'amore - Gabriele Tufi e Ignazio Boschetto (3ª classificata), Vivo per lei - Sara Pischedda e Gianluca Ginoble (2ª classificata), I migliori anni della nostra vita - L'intero cast dei ragazzi (canzone vincitrice)

## Premio della giuria di qualità
- Prima puntata: La nostra favola - Ignazio Boschetto
- Seconda puntata: non assegnato a causa del terremoto in Abruzzo
- Terza puntata: Tanto pe' cantà - Luigi Fronte
- Quarta puntata: Almeno tu nell'universo - Veronica Liberati
- Quinta puntata: non assegnato
- Sesta puntata: La voce del silenzio - Giuliana Danzè e Mario Scucces (3ª finalista dell'8ª puntata), È tutto un attimo - Serena Rizzetto e Veronica Liberati (4ª finalista dell'8ª puntata)
- Settima puntata: Mamma Maria - Le Belle Bimbe: Sofia Buresta, Giuliana Cascone, Viola Cristina, Virginia Ruspini, Alice Trombacco e Alessia Vella (7ª finalista dell'8ª puntata), Mi manchi - Andrea Faustini e Ignazio Boschetto (8ª finalista dell'8ª puntata)

## Ascolti
| Puntata    | Messa in onda  | Telespettatori | Share  |
| ---------- | -------------- | -------------- | ------ |
| 1          | 4 aprile 2009  | 6 776 000      | 30,31% |
| 2          | 11 aprile 2009 | 6 080 000      | 28,40% |
| 3          | 18 aprile 2009 | 6 200 000      | 28,19% |
| 4          | 25 aprile 2009 | 6 339 000      | 31,52% |
| 5          | 2 maggio 2009  | 6 590 000      | 32,64% |
| 6          | 9 maggio 2009  | 6 992 000      | 34,65% |
| 7          | 16 maggio 2009 | 7 286 000      | 36,12% |
| Semifinale | 23 maggio 2009 | 7 366 000      | 38,84% |
| Finale     | 30 maggio 2009 | 6 775 000      | 38,93% |
| Media      | Media          | 6 711 000      | 33,29% |